# 趙宗治
趙宗治（11世纪？—1072年8月18日），北宋宗室。宋太宗曾孙，赵元份之孙，赵允让第十七子，宋英宗的同母弟。
熙寧五年閏七月初二己酉（1072年8月18日），秀州團練使赵宗治去世，贈鎮寧節度使、同平章事。元丰三年（1080年），宋神宗下詔，濮安懿王子贈武宁军节度使、同平章事、楚國公趙宗藎，可依趙宗治例，遷一子官。元符二年（1099年），嗣濮王赵宗汉上言，故兄趙宗詠等六墳比諸王有降損，请求追贈。宋哲宗下詔，故贈鎮寧軍節度使、同平章事、陳國公赵宗治特贈開府儀同三司，追封澶淵郡王。追赠太师，追封信王，諡康。

## 诸子
- 赵仲忽，岐王，諡简献
- 赵仲庠，广平侯
- 赵仲溱，赠安武军承宣使